# Mickey Devine
Michael Devine, detto Mickey (gaelico: Miceál Ó Duibhinn; Derry, 26 maggio 1954 – Long Kesh, 20 agosto 1981), era un militante dell'INLA morto durante il secondo sciopero della fame nel carcere nordirlandese di Maze.

## Biografia
Nato a Derry, a 11 anni perde il padre e rimane con sua madre e la sorella maggiore. Nel 1971 entra nell'unità dell'Official IRA del suo quartiere, Creggan. Dopo aver perso anche la madre nel 1972, nel 1973 si sposa e ha due figli, Michael jr. e Louise.
Dopo la scissione nel 1974 si unisce all'INLA e nel 1976 viene arrestato e condannato a 12 anni. Il 22 giugno 1981 inizia il digiuno e muore 60 giorni dopo, il 20 agosto, ultimo dei dieci hunger strikers a morire. Nello stesso giorno si verificano altri due eventi significativi: Owen Carron, membro del Sinn Féin, conquista il seggio di Fermanagh-South Tyrone, vacante dalla morte di Bobby Sands e Pauline McGeown, moglie di Patrick McGeown, autorizza l'intervento medico per salvare la vita a suo marito, entrato in coma dopo 42 giorni di digiuno.
Mickey Devine è sepolto nel City Cemetery di Derry.